# Matthias Desubas
Matthias Desubas, eigentlich französisch Mathieu Majal, nach seinem Geburtsort genannt Désubas oder des Hubas, auch Desubes geschrieben (* 28. Februar 1720 in Désubas bei Vernoux; † 2. Februar 1746 in Montpellier), war ein französischer hugenottischer Prediger und evangelischer Märtyrer. Er wurde auch Lubac genannt. Andere eingedeutschte Namensvarianten sind Matthäus von Desubas und Matthäus Majal Désubas. Auch die Bezeichnung Märtyrer von Vernoux ist zur Umschreibung seines Namens geworden.

## Leben

### Predigtdienst
Matthias Desubas' Eltern waren Jacques Majal und Marie, geborene Chapon.
Zur Zeit von Matthias Desubas' Ausbildung zum reformierten Prediger war die Reformierte Kirche in Frankreich verboten. Obwohl er noch nicht ordiniert war, diente der junge Mann nach einer 1738 begonnenen Anwärterschaft von 1743 bis 1745 als Pastor in Vivarais. Bei seiner eigenen Gemeinde und den umgebenden Kirchen erfreute er sich großer Beliebtheit. Er galt als liebenswürdig, hingebungsvoll, eifrig und talentiert. Als Vertreter von Vivarais nahm er an der nationalen Synode der französischen evangelischen Kirche teil, die sich am 18. August 1744 in Bas-Languedoc traf. Der Hof in Versailles fühlte sich durch diese illegale Versammlung brüskiert und reagierte drastisch.

### Festnahme
Seine Ordination sollte Desubas nie erleben. Bevor es dazu kommen konnte, wurde er von einem vom evangelischen Glauben abgefallenen Mann verraten und am 11. Dezember 1745 in d'Aggrene bei Saint-Agrève nahe Le Chambon (heute Le Chambon-sur-Lignon) verhaftet, als er in einem abgelegenen Bauernhaus schlief, das einem seiner Brüder gehörte. Von hier wurde er ab dem nächsten Tag gut bewacht durch einen Leutnant und 30 Soldaten über Vernoux nach Montpellier eskortiert. Auf dem Weg nach Vernoux wurde er von einem seiner Glaubensgeschwister namens Etienne Gourdol erkannt. Dessen Aufregung über die Festnahme sollte zu unüberlegten und gesetzwidrigen Reaktionen der evangelischen Franzosen und zahlreichen Todesopfern unter diesen führen. Diese Ereignisse begannen damit, dass Gourdol 16 oder 17 evangelische Christen dazu brachte, ihm in ein Waldstück in der Nähe von Vernoux zu folgen, wo er die Herausgabe des Pastors forderte. Als der Offizier sich weigerte, umgriff Gourdol den Pastor, um ihn fortzuziehen. Der Offizier ließ daraufhin das Feuer eröffnen. Fünf der an diesem Befreiungsversuch Beteiligten wurden so getötet, daneben gab es mehrere Verletzte. Desubas erhielt eine Stichwunde durch ein Bajonett. Vier Personen wurden gefangen genommen.

### Massaker von Vernoux
Die Situation verschärfte sich, als Desubas und seine Bewacher Vernoux erreichten.
Am Morgen des Tages hatten mehrere Versammlungen evangelischer Christen in der Umgebung stattgefunden. Als die Ereignisse um Desubas bei diesen Zusammenkünften bekannt wurden, zogen zahlreiche Teilnehmer nach Vernoux. Trotz der Bemühungen des römisch-katholischen Ortsrichters Asserty, den Menschenauflauf zu verhindern, zogen sie in die Stadt ein. An den Toren hatte sich bei Desubas' Eintreffen mithin eine große unbewaffnete Menge von Männern und Frauen jeden Alters sowie Kindern versammelt, insgesamt etwa 2000 Personen, und forderte Desubas' Freilassung. Sie drückten ihre Trauer, aber auch Ärger aus, einige weinten. Zwei der Einwohner von Vernoux, die der römisch-katholischen Seite zuneigten, waren der Ansicht, den auf diese Weise bedrängten Soldaten beistehen zu müssen und schossen aus ihren Fenstern auf die Menschenmenge. Die Eskorte feuerte ebenfalls. 36 Personen starben und 200 bis 300 wurden verwundet, der Großteil der Verletzten erlag später seinen Verwundungen. Diese Ereignisse sollten unter der Bezeichnung Massaker von Vernoux bekannt werden. Desubas wurde über Nacht im örtlichen Gefängnis inhaftiert.
Am nächsten Morgen versammelte sich eine noch größere Menge evangelischer Christen; durch das Gebirge hatten sich zahlreiche bewaffnete junge Leute vor die Vorstadt von Vernoux begeben und drohten mit Gewalt, falls der Pastor nicht freigelassen würde. Die Ereignisse des Vortages hatten eher Wut als Angst ausgelöst. Die Menge, welche aus allen Ortsteilen stammte und die Straßen füllte, schien bereit, sich zu rächen. Da die Bevölkerung des Ortes überwiegend evangelisch und die Eskorte vergleichsweise klein war, erschien eine gewaltsame Befreiung des Geistlichen und anderer Gefangener aussichtsreich. Einige der Hirten der Wüste, wie die Leiter der evangelischen Untergrundkirche genannt wurden, verurteilten den Aufstandsversuch der Protestanten und warfen sich in die Menge; insbesondere Desubas selbst bemühte sich, das aufgebrachte Volk zu beruhigen. Es gelang ihm aus dem Gefängnis heraus, eine Nachricht in der Menge zu verbreiten:

„Ich flehe euch ernstlich an, meine Herren, euch zurückzuziehen; die Leute des Königs sind hier zahlreich. Es wurde schon zu viel Blut vergossen. Ich bin ganz ruhig und habe mich ganz dem Willen Gottes ergeben.“

Dieser Bitte Desubas' und seiner Amtsbrüder wurde entsprochen, die feindlichen Absichten wurden aufgegeben, und die Menge löste sich auf. Die evangelischen Geistlichen entschuldigten sich bei dem Kommandanten dafür, dass sie wegen der großen Entfernung nicht rechtzeitig gekommen waren, um den Aufstand zu verhindern.

### Weitere Unruhen
Desubas wurde weiter von Vernoux über Nîmes nach Montpellier gebracht. Am nächsten und den folgenden Tagen kam es auf seinem Weg zu weiteren Unruhen zahlreicher Protestanten. Es kam fast zur Befreiung Desubas', bevor Paul Rabaut eingriff, der sich in der Nähe versteckt hielt. Dieser versuchte, jeglichen Schaden von der französischen evangelischen Kirche abzuwenden. Eine gewaltsame Befreiung Desubas' hätte einen Bürgerkrieg auslösen können, den er zu verhindern suchte. Er mischte sich unter die verärgerte Menge, bat und protestierte, und überzeugte sie schließlich, zu Gehorsam und Ordnung zurückzukehren. Der Konvoi konnte seinen Weg nun ohne weitere Störungen fortsetzen, während Rabaut sich wieder in sein Versteck zurückzog.

### Haft
Nach einem 50-stündigen Transport in Montpellier angekommen, wurde Desubas in der Zitadelle inhaftiert, in der schon vorher zahlreiche hugenottische Pastoren gefangen gehalten worden waren, darunter der Märtyrer Alexandre Roussel. Dort wurde er von dem Kommandanten La Devèze verhört. Einige Prälaten, die dem Gericht angehörten, insbesondere der örtliche Bischof, Georges-Lazare Berger de Charency (Amtszeit 1738–1748), besuchten Desubas im Gefängnis und bemühten sich, ihn zu einem Konfessionswechsel zu bewegen. Der Bischof soll von Desubas gutem Aussehen und seinem höflichen und freundlichen Benehmen beeindruckt gewesen sein, es schien aber unmöglich, den jungen Geistlichen vom evangelischen Glauben abzubringen.

### Verhandlung
Einen Monat später, im Januar 1746, sagte Desubas auf der Ständeversammlung der Languedoc in Montpellier vor dem Intendanten der Languedoc, Jean Le Nain Baron d'Asfeld (* 31. Januar 1698; † 28. Dezember 1750; Amtszeit 1743–1750), einem Jansenisten, und den Landständen aus. Der Intendant war ihm zwar freundlich gesinnt, nahm aber auf die politischen Verhältnisse Rücksicht, die gegen Desubas gerichtet waren. Le Nain hatte Desubas im Namen Gottes eingeschärft, wahrheitsgemäß zu antworten. Nachdem Desubas zugestimmt hatte, bestritt er energisch alle verräterischen Handlungen oder Absichten, die ihm vorgeworfen wurden. Er wurde gefragt: „Haben die Protestanten nicht einen gemeinsamen Fond, eine Waffensammlung und eine regelmäßige Korrespondenz mit England?“ Desubas antwortete:

„Davon ist nichts wahr. Die Geistlichen predigen nichts als Geduld und Treue dem König gegenüber.“

Le Nain antwortete: „Dessen bin ich mir bewusst, mein Herr.“ Das Gericht kam also zu dem Schluss, dass Desubas im Sinne der Anklage eigentlich unschuldig sei. Eine vorherige Anweisung König Ludwigs XV. ließ aber als einziges Urteil den Tod durch Hängen zu. Desubas soll sein Todesurteil ohne erkennbare Emotionen gehört haben, während der Intendant angeblich geweint hat und auch die anderen Richter gerührt gewesen sein sollen.

### Hinrichtung
Das Urteil wurde am 2. Februar 1746 auf der Esplanade von Montpellier vor der Zitadelle vollstreckt, auf der bereits Claude Brousson und andere evangelische Pastoren hingerichtet worden waren. Eine ganze Armee bewachte die Richtstätte. Desubas musste den Richtplatz, obwohl Winter war, fast nackt, das heißt, seiner Oberbekleidung entblößt, in einem dünnen, ärmellosen Leinenunterhemd, mit nackten Beinen, barfuß und barhäuptig, betreten. Ansonsten war er nur mit einem Paar Unterhosen bekleidet. Die Bewacher konnten ihm nur mit Mühe den Weg durch die große Menschenmenge bahnen, die sich versammelt hatte. Am Galgen angekommen, wurde er dem Henker übergeben. Danach wollte er eine Abschiedsrede halten, wurde aber von 14 Trommeln übertönt, die unaufhörlich geschlagen wurden. Er soll sehr gefasst gewirkt haben. Die Zuschauer verfolgten sichtlich gerührt, wie Desubas am Fuß des Galgens niederkniete und betete. Dann wollte er schnell die Leiter hinaufsteigen, wurde aber bei der zweiten Sprosse aufgehalten. Er sollte mit ansehen, wie seine Predigt-, Kirchen- und Gebetbücher und seine Synodalnotizen verbrannt wurden. Dann verabschiedete er sich von den Jesuiten. Einer von ihnen präsentierte ihm ein Kruzifix, welches er küssen sollte. Desubas drehte aber den Kopf zur Seite und bat darum, dass man ihn in Frieden sterben lassen möge. Dann stieg er weiter die Leiter zum Galgen hinauf, blickte zum Himmel und wurde erhängt. Anwesende beider Konfessionen sollen von Desubas' gefasster Haltung zu Tränen gerührt gewesen sein. Matthias Desubas starb im Alter von nur 25 Jahren.

## Nachleben und Rezeption
Die evangelischen Kirchen Frankreichs ordneten als Reaktion auf Desubas' Hinrichtung einen arbeitsfreien Buß- und Bettag für ihre Mitglieder an.
Die blutigen Ereignisse, die sich an die Verhaftung Desubas' angeschlossen hatten, hatten ein solches Aufsehen erregt, dass ähnlichen Übergriffen auf die evangelische Bevölkerung vorgebeugt war; es dauerte mehrere Jahre, bis die nächste Person wegen ihres evangelischen Glaubens getötet wurde.
Desubas' Leiden und Sterben und seine als standhaft wahrgenommene Haltung machten ihn zu einem Vorbild der verfolgten evangelischen Christen im Frankreich seiner Zeit. Eine Bauernballade aus Vivarais befasst sich mit dem Verhör Desubas' durch La Devèze und dem Tod des jungen Pastors, im Folgenden ist der Text im französischen Original und in einer englischen Übersetzung von 1861 wiedergegeben:
| Complainte sur la mort de M. Desubas | Lament on the death of Mr. Desubas |
| --- | --- |
| LE COMMANDANT. "N'êtes-vous pas ministre, Ou bien prédicateur, Et de ce cas sinistre N'êtes-vous pas l'auteur? Pouvez-vous en conscience, Sans nul ordre du Roi, Enseigner dans la France Et prêcher votre loi? Notre glorieux prince A proscrit pour jamais De toutes nos provinces La foi des réformés. Pourquoi faire violence? Monsieur, vous avez tort, Et selon l'ordonnance Vous méritez la mort." LE MINISTRE. Lubac avec constance Répond à ce seigneur: - "Si j'ai prêché en France La loi de mon Sauveur, Les apôtres en Judée, En Galilée épars, Prêchèrent en ces contrées En dépit de César. L'on n'est jamais rebelle Quand on fait en tout lieu, D'un coeur brûlant de zèle, La volonté de Dieu. Peut-on, dans nos provinces, Dites-moi, Monseigneur, Pour obéir au prince, Délaisser le Sauveur? Si, par les ordonnances, J'ai mérité la mort, Que la Toute Puissance Décide de mon tort; C'est à ce divin Père Que j'élève mon coeur; En lui mon âme espère D'une constante ardeur. Aucun ne me pent nuire Sans son pouvoir divin; Tout est sous son empire; C'est lui qui me soutient. Sans faire résistance, Je suis prêt à partir: Prononcez ma sentence, Je suis prêt à mourir." LE MINISTRE SUR LA PLACE DE L'EXÉCUTION. "Mon sort n'est pas à plaindre, II est à désirer: Je n'ai plus rien à craindre; Car Dieu est mon berger. C'est mon fort, ma défense. Qu'aurais-je à redouter? En Lui mon espérance, Mon unique rocher! Mon âme, prends courage Car c'est pour aujourd'hui Que tu sors d'esclavage Pour t'en aller vers Lui. Tu vas être ravie, Dans ce charmant séjour, D'ouïr la symphonie De la céleste cour. Avecque les saints anges Tu joindras ton concert, Pour chanter les louanges Du roi de l'univers; Dans la gloire éternelle, La robe tu prendras, De couleur immortelle, Après tous ces combats. Allons en diligence, Mon coeur, dans ce moment, Revêtu de constance, Embrasser le tourment; Allons avecque zèle, D'un regard gracieux, Monter sur cette échelle Qui nous conduit aux cieux." II part pour la supplice, Escorté à l'entour D'archers de la justice, De quatorze tambours, Qui jusqu'à la potence Roulent incontinent Pour vainere sa constance, Pour étourdir ses sens. Etant à la potence, Ce martyr généreux Implore l'assistance Du monarque des cieux; D'un courage heroïque A 1'échelle il monta; Vers la troupe angélique Son âme s'envola. Ainsi finit la course D'un généreux pasteur, Pour aller à la source D'un céleste bonheur. Que ton sort est aimable, Et qu'il est glorieux; Ta joie délectable Dans les augustes lieux! - Faisons cesser nos plaintes, Fidèles protestants, Nos sanglots, nos complaintes Et nos regrets cuisants. Lubac n'est plus à plaindre II est hors du danger; II n'a plus rien à craindre, Ni rien à désirer. Chérissons sa mémoire, Imitons son ardeur, Suivons-le dans la gloire Et d'esprit et de coeur. Que si Dieu nous appelle Au tourment rigoureux, Imitons ce fidèle, Nous serons bienheureux. | THE COMMANDER. "Art thou then the preacher Whose troublesome case, As protestant teacher, We try in this place? Wilt thou dare to proclaim Without the King's leave, Or in France to maintain We thy law should receive? Our great prince has decreed, And henceforth will take care, That his realms shall be freed From this protestant snare. You are doing great ill Thus his laws to defy, And if obstinate still You are worthy to die." THE MINISTER. Thus Lubac explained To his Lordship severe: - "If in France I've proclaimed The Great Master I fear, I but follow those saints, In Judea oppressed, Who braved Cesar's restraints And the Saviour confessed. No rebels are they Who with zeal, in all lands, Only seek to obey God's most sacred commands. Say, my Lord, can we dare This submission to make, And thereby to declare That our God we forsake? If indeed by our laws I am worthy to die, The Almighty my cause Shall adjudge from on high. In that Father above All my hopes find their place; I rejoice in His love, His salvation embrace. None can compass my fall Unless He shall ordain; He is sovereign of all, And His power will sustain. With submission I go Your stern sentence to meet, In His service I know Even death will be sweet." THE MINISTER AT THE PLACE OF EXECUTION. "No sad fate is mine, But one all might desire, With my Shepherd Divine Nought can terror inspire. He's my tower, my defence, I am free from alarm; Deathless hope springs from thence, God my rock shields from harm. Then, my soul, be not craven, For soon thou shalt be Soaring upwards to heaven, From all bondage set free. Perfect rapture abounds In that blissful abode; Sweetest music resounds From the courts of thy God. Angels holy and bright Those full harmonies raise; Thou with them shalt unite Thy great Sovereign to praise: There with glory supernal Shalt thou be arrayed, And with triumph eternal Thy conflicts repaid. Then, my soul, thou canst dare, Clad with firmness and grace, Present evil to bear, And e'en torture embrace: Hope and ardor shall blend In each glance of the eyes, As those steps I ascend Which conduct to the skies." All along the short course To his tragical end, With a guard in strong force, Fourteen drummers attend. Vain the efforts they make, With drums rolling around, His fixed purpose to shake Or his senses confound. Thus the gallows he reaches His life to resign, And there humbly beseeches Assistance divine; Then with courage transcendent His doom hastes to meet, And with angels resplendent His soul takes her seat. Thus he finished his course, Nobly ended the fight; Thus his soul sought the source Of celestial delight. 'Twas a glorious fate: Now what raptures are thine! Thy triumph how great Where the martyr hosts shine! - Let us cease to complain, Each true protestant friend, Sobs of anguish restrain, Let our bitter grief end. Lubac needs not a tear; No more foes to conspire, No more dangers to fear, Nothing left to desire. His name let us prize, Be devoted as he, In soul let us rise His bright glory to see. And if God should ordain Us like suffering to bear, May we like faith maintain And his blessedness share. |

Auch ein Auszug einer freien deutschsprachigen Übersetzung von 1845 ist erhalten:
Zu der Engel Harmonien
Steigt sein Geist im Flug empor,
Und des Himmels Symphonien
Hört nun sein entzücktes Ohr.
In der Zeit der nationalsozialistischen Besatzung benannte sich eine Pfadfindergruppe in der Cevennenregion nach Désubas.

## Gedenktag
3. Februar im Evangelischen Namenkalender.
Der Gedenktag wurde vor der Einführung des offiziellen Namenkalenders bereits geführt in:
- Theodor Fliedner: Buch der Märtyrer, Kaiserswerth 1849/1859, Bd. 4, S. 1399–1404.
- Ferdinand Piper: Evangelischer Kalender in Zeugen der Wahrheit, Berlin 1874/1875, Bd. 1, S. 14–25.
- Jörg Erb: Die Wolke der Zeugen, Kassel 1951/1963, Bd. 4, S. 508–520.

Ein Gedenktag an einem anderen Datum fand sich in:
- Preußischer Evangelischer Oberkirchenrat: Namenkalender für das deutsche Volk, Berlin 1876